# دره رحمانه
دره رحمانه، روستایی از توابع بخش شاهیوند دهستان کشکان جنوبی شهرستان دوره چگنی استان لرستان می‌باشد

## جمعیت
این روستا در دهستان تشکن قرار دارد و براساس سرشماری مرکز آمار ایران در سال ۱۳۸۵، جمعیت آن ۸۴ نفر (۱۶خانوار) بوده‌است.